# Xenie

Xenie bei einem Maiskolben

Mit Xenie bezeichnet man in der Genetik die Veränderung des Samens einer in Bezug auf gewisse Gene rezessiven Pflanze, welcher die entsprechenden dominanten Erbmerkmale eines Elters zeigt, weil diese sich infolge der Befruchtung des sekundären Embryosackkerns im Endosperm zu manifestieren vermögen.
Die bekanntesten Xenien sind wohl die der Maispflanze (Zea mays L.): Wenn Blüten einer gelbsamigen Rasse (rezessives Gen) durch Pollen einer violetten (dominantes Gen) bestäubt werden, ergibt dies jene gemischtfarbigen Maiskolben, welche in der Floristik zu Dekorationszwecken und für Arrangements verwendet werden.
Der Begriff wurde 1881 vom Botaniker Wilhelm Olbers Focke geprägt.